# Sao dãy chính loại A

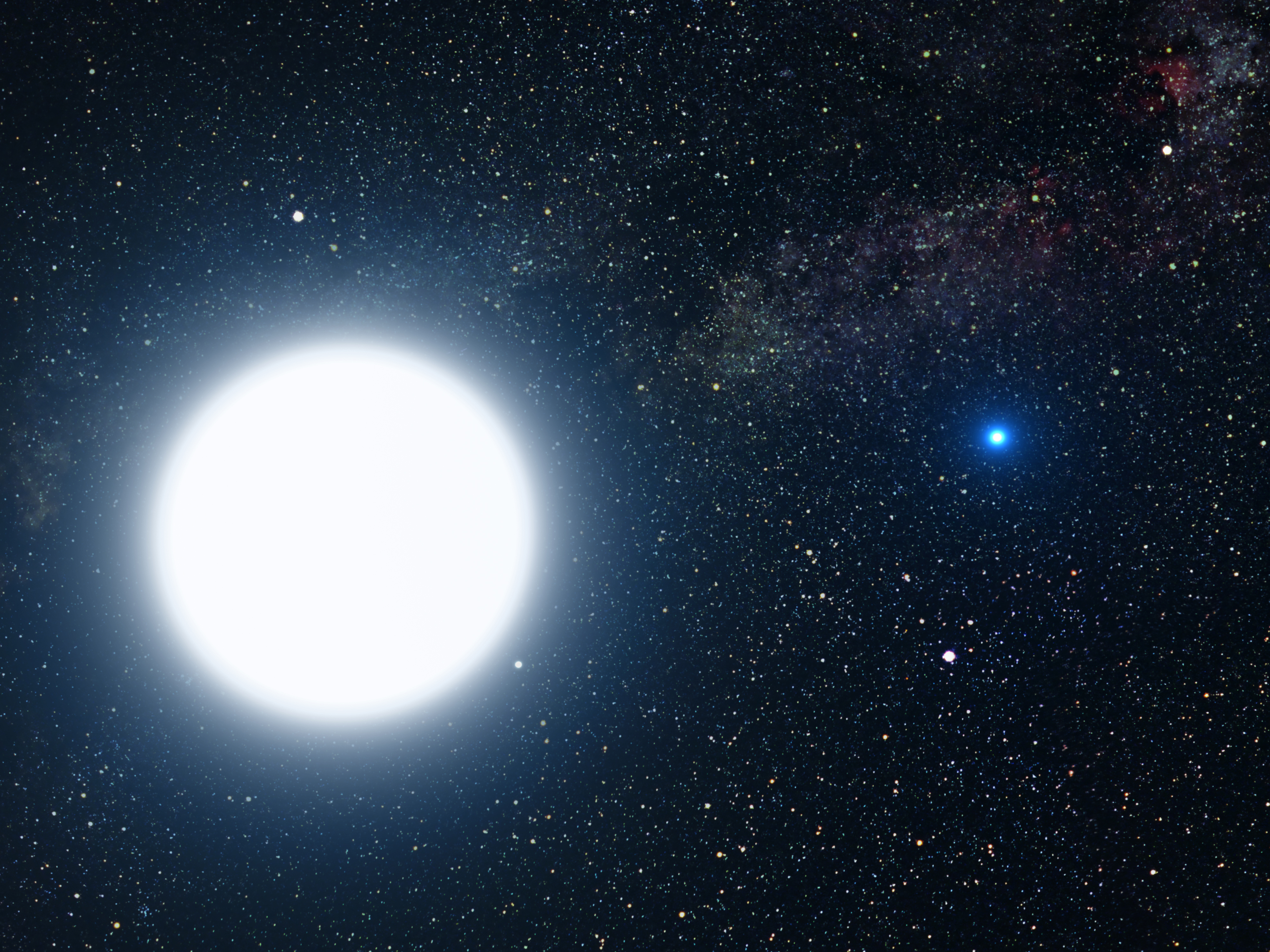
Tranh minh họa của một nghệ sĩ về Sirius A và Sirius B, một hệ thống sao đôi. Sirius A, một ngôi sao theo trình tự chính loại A, lớn hơn cả hai.

Sao dãy chính loại A (AV) hoặc sao lùn A là một sao dãy chính (đốt hydro) với quang phổ loại A và lớp sáng V. Những ngôi sao có quang phổ được đặc trưng với vạch hấp thụ hydro Balmer mạnh mẽ. Chúng có khối lượng từ 1,4 đến 2,1 lần khối lượng Mặt Trời và nhiệt độ bề mặt trong khoảng từ 7600 đến 10.000 K. Ví dụ các sao sáng và gần Trái Đất là Altair (A7 V), Sirius A (A1 V) và Vega (A0 V). Các sao loại A không có vùng đối lưu và do đó, dự kiến sẽ không chứa từ trường. Kết quả là, vì chúng không có gió sao mạnh nên chúng thiếu phương tiện để tạo ra phát xạ tia X.

## Sao chuẩn
| Lớp sao | Khối lượng (M☉) | Bán kính (R ☉) | M v | T eff (K) |
| ------- | --------------- | -------------- | --- | --------- |
| A0V     | 2,40            | 1,87           | 0,7 | 9727      |
| A2V     | 2,19            | 1,78           | 1.3 | 8820      |
| A5V     | 1,86            | 1,69           | 2.  | 7880      |
| A6V     | 1.8             | 1,66           | 2.1 | 7672      |
| A7V     | 1,74            | 1,63           | 2.3 | 7483      |
| A8V     | 1,66            | 1.6            | 2.4 | 7305      |
| A9V     | 1,62            | 1,55           | 2,5 | 7112      |

Hệ thống Yerkes Atlas (đã sửa đổi) liệt kê một mạng lưới dày đặc các ngôi sao tiêu chuẩn lùn loại A, nhưng không phải tất cả những ngôi sao này đều tồn tại cho đến ngày nay như là tiêu chuẩn. "Điểm neo" và "tiêu chuẩn dagger" của hệ thống phân loại phổ MK trong số các sao lùn có trình tự chính loại A, tức là những ngôi sao tiêu chuẩn không thay đổi qua nhiều năm và có thể được coi là định nghĩa ra hệ thống này, là Vega (A0 V), Gamma Ursae Majoris (A0 V) và Fomalhaut (A3 V). Đánh giá tinh tế về phân loại MK của Morgan & Keenan (1973)  không cung cấp bất kỳ tiêu chuẩn dagger nào giữa các loại A3 V và F2 V. HD 23886 được đề xuất làm tiêu chuẩn A5 V vào năm 1978. Richard Gray & Robert Garrison đã cung cấp những đóng góp gần đây nhất cho dãy chính sao lùn A trong một cặp bài báo năm 1987  và 1989. Họ liệt kê một loạt chuẩn cho quang phổ sao lùn loại A quay nhanh và quay chậm, bao gồm HD 45320 (A1 V), HD 88955 (A2 V), 2 Hydri (A7 V), 21 Leonis Minoris (A7 V) và 44 Ceti (A9 V). Bên cạnh các tiêu chuẩn MK được cung cấp trong các giấy tờ của Morgan và các giấy tờ Grey & Garrison, thỉnh thoảng người ta cũng thấy Delta Leonis (A4 V) được liệt kê là một tiêu chuẩn. Không có sao tiêu chuẩn A6 V và A8 V được công bố. 

Phân loại quang phổ Morgan-Keenan.